# Stylobat
Stylobat (gr.: στυλοβάτης, stylobates 'søjlefod') betegner i græsk arkitektur den platform, hvorpå kolonnaden med søjler (peristyl) hviler i et klassisk tempel (templets «gulv»). Hele fundamentet (krēpis) består af et ulige antal trin (som oftest tre) over euthynteria (fladen, hvorpå bygningen hviler). Det øverste trin er stylobatet, mens de øvrige trin kaldes stereobat. Til tider refererer stylobat imidlertid til hele fundamentet.
| Arkitektur | Spire Denne arkitekturartikel er en spire som bør udbygges. Du er velkommen til at hjælpe Wikipedia ved at udvide den. |